# Пам'ятник Климентові Ворошилову (Луганськ)
Пам'ятник Климентові Ворошилову встановлено на вулиці Коцюбинського міста Луганська навпроти будівлі Луганської міської ради. Відкриття монумента відбулося 4 лютого 1981 року та було присвячене 100-річчю з дня народження маршала. Авторами пам'ятника є скульптор Анатолій Посядко та відомий московський архітектор Олексій Душкін (відкриття пам'ятника відбулося вже після його смерті у 1977 році).

## Опис
Пам'ятник являє собою кінну фігуру Ворошилова в будьонівці та солдатській шинелі, який вітає мешканців міста піднятою рукою. Висота бронзової скульптури сягає 9 метрів, висота гранітного п'єдесталу — 3 метри. На постаменті бронзовоими літерами міститься напис російською: Ворошилов Климент Ефремович.
Монумент неодноразово був об'єктом вандалізму: з напису зникали літери, утворюючи слова мент, клиент, кент тощо, геніталії коня перефарбовувались в кольори національного стяга, п'єдестал розфарбовувався маркером.

## Інші пам'ятники
Крім кінної скульптури в сквері Слави героїв громадянської війни у Луганську знаходиться бюст Климента Ворошилова.
В 1981 році в Луганську по вулиці Артема було встановлено бюст Клименту Ворошилову. Автором скульптури був В. Х. Федченко. Пам'ятник являв собою бетонну скульптуру маршала у військовій формі, встановлену на гранітному постаменті з написом К. Е. Ворошилов.